# Porterdale
Porterdale – miasto w Stanach Zjednoczonych, w stanie Georgia, w hrabstwie Newton.